# John E. McMurry
John E. McMurry (né le 27 juillet 1942 à New York) est professeur émérite au Département de chimie et de biologie chimique de l'Université Cornell. Il obtient un AB de l'Université Harvard en 1964 et son doctorat de l'Université Columbia en 1967 en collaboration avec Gilbert Stork. Après avoir obtenu son doctorat, il rejoint la faculté de l'Université de Californie à Santa Cruz en 1967 et part à l'Université Cornell en 1980.

## Contributions
Auteur de plus de 100 articles de recherche, McMurry est surtout connu scientifiquement pour son développement de la réaction de McMurry, dans laquelle deux molécules de cétone ou d'aldéhyde sont couplées pour donner un alcène lorsqu'elles sont traitées avec du chlorure de titane (III) et un agent réducteur tel que Zn(Cu). La réaction est largement utilisée par la communauté chimique dans la synthèse en laboratoire de nombreuses molécules organiques complexes et par l'industrie pharmaceutique dans la synthèse commerciale de plusieurs médicaments. McMurry est élu membre de l'Association américaine pour l'avancement des sciences en 1985 et reçoit un prix de recherche de la Société Max-Planck pour le développement des sciences en 1991.
En plus de son travail scientifique, McMurry est l'auteur de 45 manuels de chimie de premier cycle qui ont été traduits en 12 langues et utilisés dans le monde entier. Le manuel de chimie organique le plus populaire de McMurry est imprimé pour la première fois en 1984.